# Вакулово (Вологодская область)
Вакулово — деревня в Великоустюгском районе Вологодской области.
Входит в состав Опокского сельского поселения (до 2014 года входила в Стреленское сельское поселение), с точки зрения административно-территориального деления — в Стреленский сельсовет.
Расстояние по автодороге до районного центра Великого Устюга — 54 км, до центра сельсовета Верхнего Анисимово — 4 км. Ближайшие населённые пункты — Павловское, Пожарище, Исады.
По данным переписи в 2002 году постоянного населения не было.